# Amodghata

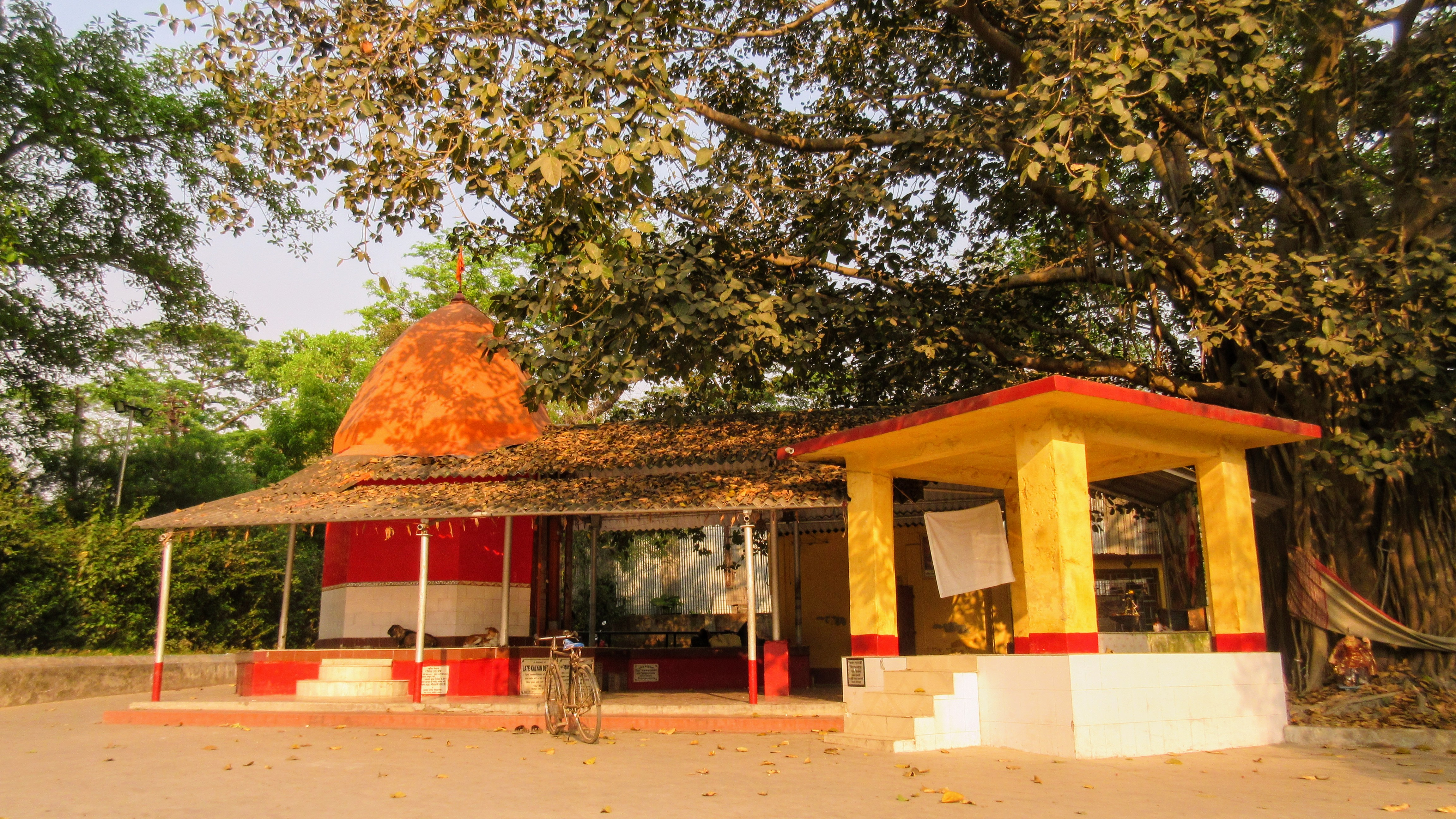
Templo em Mogra, Amodghata, West Bengal.

Amodghata é uma vila no distrito de Hugli, no estado indiano de West Bengal.

## Demografia
Segundo o censo de 2001, Amodghata tinha uma população de 6864 habitantes. Os indivíduos do sexo masculino constituem 51% da população e os do sexo feminino 49%. Amodghata tem uma taxa de literacia de 78%, superior à média nacional de 59,5%; com 54% para o sexo masculino e 46% para o sexo feminino. 9% da população está abaixo dos 6 anos de idade.